# Twister (Knoebels Amusement Park & Resort)
Twister im Knoebels Amusement Resort (Elysburg, Pennsylvania, USA) ist eine Eigenbau-Holzachterbahn des Parks, die am 24. Juli 1999 eröffnet wurde.
Die Pläne für den 1188,7 m langen Streckenverlauf wurden von John Fetterman an die Originalpläne von John C. Allen angepasst, der die Achterbahn Mr. Twister in Elitch Gardens konstruierte. Die Kosten für den Bau betrugen rund 3 Mio. US-Dollar. Bei einer Gesamthöhe von 31 m besitzt die Bahn einen 27,3 m hohen First Drop und die Höchstgeschwindigkeit beträgt 82,9 km/h.

## Züge
Twister besitzt zwei Züge des Herstellers Philadelphia Toboggan Coasters mit jeweils sechs Wagen. In jedem Wagen können vier Personen (zwei Reihen à zwei Personen) Platz nehmen.